# 新井彩可
新井 彩可（あらい あやか、1985年9月22日 - ）は、日本の空手家。群馬県出身。
高崎商科大学附属高等学校から大正大学に入学。2004年、全日本個人空手道選手権大会準優勝。アジア空手道大会優勝。2005年、日本選手権で優勝。第17回世界空手道選手権大会に出場。キプロスで行われた世界ジュニア・カデット空手道選手権大会で個人組手＋60kg級に準優勝。